# Ур-Лама
Ур-Лама — правитель (енсі) шумерського міста-держави Лагаш. Його правління припадало на першу половину XXI століття до н. е.